# RubyGems
RubyGems (oder kurz Gems) ist das offizielle Paketsystem für die Programmiersprache Ruby. Es stellt ein Paketformat, ein Werkzeug zur Verwaltung von Paketen und ein Repositorium für deren Verteilung zur Verfügung. Mit ihm hat der Anwender die Möglichkeit, mehrere (zum Beispiel ältere oder jüngere) Versionen eines Programmes, Programmteiles oder einer Bibliothek gesteuert nach Bedarf einzurichten, zu verwalten oder auch wieder zu entfernen. Es funktioniert analog zum Paketmanager Pip bei Python, hat aber auch Ähnlichkeiten zu apt-get oder yum.

## Verwendung
RubyGems werden über den Kommandozeilenbefehl gem aufgerufen. Üblicherweise werden RubyGems aus .gemspec-Dateien erstellt, wobei das Gem in der Sprache YAML beschrieben wird. Es ist aber zudem auch möglich, Gems direkt aus Ruby Code zu erzeugen.
Seit Ruby 1.9 ist RubyGems Bestandteil der Standardbibliothek von Ruby. Will man ein RubyGem in einem Ruby-Programm benutzen, muss man vorher die erforderliche Bibliothek laden:
```
require
 
'json'
        
# aktuelle Version

gem
 
'rake'
,
 
'= 0.8.1'
 
# mit Versionsangabe

```

## Name
Das Wort gem kann im Englischen Edelstein, Kostbarkeit oder einfach nur Ding bedeuten und steht für ein Paket, mit welchem Ruby erweitert werden kann. Diese Gems haben einen Namen, zum Beispiel Rake, und eine Versionsnummer (zum Beispiel 0.4.18), mit welchen sie in den dafür eingerichteten Repositorien gefunden werden können.